# Turniej o Brązowy Kask 2012
Turniej o Brązowy Kask 2012 – zawody żużlowe, organizowane przez Polski Związek Motorowy dla zawodników do 19. roku życia. W sezonie 2012 rozegrano dwa turnieje półfinałowe oraz finał, w którym zwyciężył Krystian Pieszczek.

## Finał
- Gdańsk, 3 września 2012
- Sędzia: Piotr Lis

| Msc. | Zawodnik                 | Klub                  | Pkt   |             |  |
| ---- | ------------------------ | --------------------- | ----- | ----------- |  |
| 1    | Krystian Pieszczek       | Wybrzeże Gdańsk       | 14    | (3,2,3,3,3) |  |
| 2    | Piotr Pawlicki           | Unia Leszno           | 13 +3 | (3,2,3,2,3) |  |
| 3    | Kacper Gomólski          | Unia Tarnów           | 13 +2 | (2,3,3,3,2) |  |
| 4    | Szymon Woźniak           | Polonia Bydgoszcz     | 12    | (3,3,2,2,2) |  |
| 5    | Kamil Adamczewski        | Unia Leszno           | 8     | (2,3,0,3,w) |  |
| 6    | Adam Strzelec            | Falubaz Zielona Góra  | 8     | (1,1,2,1,3) |  |
| 7    | Marco Gaschka            | Stal Rzeszów          | 8     | (2,2,1,2,1) |  |
| 8    | Łukasz Sówka             | Stal Rzeszów          | 7     | (0,0,3,3,1) |  |
| 9    | Karol Jóźwik             | Polonia Bydgoszcz     | 7     | (3,1,1,0,2) |  |
| 10   | Damian Michalski         | Stal Rzeszów          | 7     | (2,1,2,2,d) |  |
| 11   | Kacper Rogowski          | Falubaz Zielona Góra  | 6     | (1,3,0,0,2) |  |
| 12   | Rafał Malczewski         | Włókniarz Częstochowa | 6     | (1,0,1,1,3) |  |
| 13   | Marcin Bubel             | Włókniarz Częstochowa | 5     | (0,2,2,1,0) |  |
| 14   | Mateusz Borowicz         | KMŻ Lublin            | 3     | (1,1,0,0,1) |  |
| 15   | Mateusz Rujner           | GTŻ Grudziądz         | 1     | (0,w,0,1,–) |  |
| 16   | Adrian Gała              | Start Gniezno         | 1     | (w,d,1,d,d) |  |
|      | rez. Dominik Kossakowski | Wybrzeże Gdańsk       | 1     | (1)         |  |

Bieg po biegu:
1. Pawlicki, Michalski, Strzelec, Bubel
2. Woźniak, Gomólski, Malczewski, Gała (w/u)
3. Pieszczek, Gaschka, Rogowski, Sówka
4. Jóźwik, Adamczewski, Borowicz, Rujner
5. Woźniak, Bubel, Jóźwik, Sówka
6. Rogowski, Pawlicki, Borowicz, Gała (d4)
7. Gomólski, Pieszczek, Strzelec, Rujner (w/u)
8. Adamczewski, Gaschka, Michalski, Malczewski
9. Pieszczek, Bubel, Gała, Adamczewski
10. Pawlicki, Woźniak, Gaschka, Rujner
11. Sówka, Strzelec, Malczewski, Borowicz
12. Gomólski, Michalski, Jóźwik, Rogowski
13. Gomólski, Gaschka, Bubel, Borowicz
14. Pieszczek, Pawlicki, Malczewski, Jóźwik
15. Adamczewski, Woźniak, Strzelec, Rogowski
16. Sówka, Michalski, Rujner, Gała (d4)
17. Malczewski, Rogowski, Kossakowski, Bubel
18. Pawlicki, Gomólski, Sówka, Adamczewski (w/u)
19. Strzelec, Jóźwik, Gaschka, Gała (d4)
20. Pieszczek, Woźniak, Borowicz, Michalski (d4)
21. Bieg o 2. miejsce: Pawlicki, Gomólski